# Emmy Köhler-Richter
Emmy Köhler-Richter (* 9. Februar 1918 in Gera; † 11. September 2013 in Leipzig) war eine deutsche Balletttänzerin und Choreografin.

## Leben
Emmy Köhler war die Tochter des Musikers Johann Walther Köhler (1893–1961) und seiner Ehefrau Henriette Emma, geborene Lips (1882–1970). Ihre Kindheit verbrachte Emmy in Passau und Leipzig. In Leipzig besuchte sie die Ballettschule von Erna Abendroth. Von 1935 bis 1937 studierte sie bei Mary Wigman (1886–1973) in Dresden Ausdruckstanz und anschließend klassisches Ballett bei Tatjana Gsovsky (1901–1993) in Berlin. 1940/1941 arbeitete sie an der Deutschen Tanzbühne Berlin.
1939 hatte sie den Balletttänzer und Maler Johannes Richter (1916–1993) geheiratet, der zum Militär eingezogen wurde. Nach der Entlassung aus der Kriegsgefangenschaft arbeitete er an der Seite seiner Frau als Tänzer und Choreograf in gemeinsamen Engagements unter anderem in Basel, Köln und Wuppertal. 1953 holte der Intendant Karl Kayser (1914–1995) das Tänzerehepaar ans Nationaltheater Weimar.
Als Kayser 1958 als Generalintendant nach Leipzig ging, nahm er das Paar mit und setzte Emmy Köhler-Richter als Chefchoreografin ein, ab 1963 zusätzlich als Ballettdirektorin. Ihre Arbeit begann zunächst in der Interimsspielstätte „Drei Linden“ in Leipzig-Lindenau. Als 1960 das neue Opernhaus Leipzig eröffnet wurde, steuerte sie mit Dornröschen eine großartige Eröffnungspremiere bei.
In ihrer 20-jährigen Tätigkeit am Opernhaus Leipzig schuf sie insgesamt 26 Choreografien. Sie fand zum Teil neue Deutungen für klassische Sujets. So schwebten in ihrer Schwanensee-Inszenierung nicht Geister oder Märchenwesen über die Szene, sondern agierten Menschen aus Fleisch und Blut. Aber auch zeitgenössische Werke inszenierte sie, so „Spartakus“ von Aram Chatschaturjan (1903–1978) und Werner Egks (1901–1983) „Abraxas“, was sie selbst für ihre beste Arbeit hielt.
Einladungen ins westliche Ausland – zum Beispiel in den 1950er Jahren an die University of Indianapolis und 1965 durch Maurice Béjart als Gastchoreografin ans Brüsseler Opernhaus – wurden ihr aus politischen Gründen verwehrt. Stattdessen durfte sie in Brünn und Havanna „Abraxas“ choreografieren.
Emmy Köhler-Richter sah eine große Aufgabe in der Nachwuchsförderung. So verhalf sie Gisela Wehle, Brigitta Simon, Marina Otto, Monika Lubitz, Norbert Thiel, Siegfried Wende und Hans-Georg Uhlmann in den Start ihrer Karrieren.
Seit seiner Ankunft in Leipzig lebte das Ehepaar in der Philipp-Reis-Straße 13 in Leipzig-Leutzsch. 2013 zog die inzwischen verwitwete Emmy Köhler-Richter in den Seniorenpark in der Sebastian-Bach-Straße. Ihre letzte Ruhestätte fand sie auf eigenen Wunsch anonym auf einer Wiese im Leipziger Südfriedhof.

## Ehrungen
- 1964: Kunstpreis der DDR
- 1969: Nationalpreis der DDR III. Klasse für Kunst und Literatur
- 1989: Kunstpreis der Stadt Leipzig
- 1993: Ehrenmitglied der Leipziger Oper